# Алеутско-медновский язык
Алеу́тско-ме́дновский язы́к (ме́дновский язы́к) — язык алеутов острова Медный, одного из Командорских островов, расположенных в юго-западной части Берингова моря.
До конца 1960-х годов носители алеутско-медновского языка жили в селе Преображенском на острове Медный, откуда были против своей воли переселены на остров Беринга в одно село с алеутами, говорящими на алеутском языке. Носители называли свой язык алеутским, но, чтобы не смешивать алеутско-медновский язык с диалектами алеутского, учёными было предложено название «алеутско-медновский язык». В конце 1980-х годов было не более 10—12 носителей этого языка.
До 2021 года считался вымершим, однако в ходе всероссийской переписи населения некоторые респонденты отметили «алеутский» в качестве родного языка. По мнению специалистов РАН, респонденты имели в виду именно алеутско-медновский язык.
Является языком бытового общения; собственной письменности не имеет. Относится к смешанным языкам.

## История
Язык возник, вероятно, во 2-й половине XIX века на острове Медный, который заселялся с Алеутских островов в несколько этапов на протяжении всего XIX века русскими промышленниками, алеутами и креолами (потомками от браков русских промышленников с алеутскими женщинами). Алеуты и креолы (последние имели особый, официально закреплённый, социальный статус — по положению были выше алеутов, но ниже русских) владели как алеутским, так и русским языками. В результате интенсивных контактов этих языков и сформировался алеутско-медновский язык. Ряд исследователей предполагают, что это было следствием стремления креолов к самоопределения в качестве отдельной этнической группы.

## Свойства
Хотя Е. В. Головко и говорит, что типологически алеутско-медновский язык представляет собой самостоятельную лингвистическую структуру, не сводимую ни к одному из языков-источников, из его же слов ясно нахождение рассматриваемого языка на более близком расстоянии к алеутскому языку, чем к русскому. Фонологическая система — нечто средне между алеутской и русской; в морфологии, которая агглютинативна, преобладают алеутские черты; синтаксис — сочетание алеутских и русских черт.
Из алеутского языка происходят корни слов, двухпадежная система имени, притяжательные показатели имени, отсутствие прилагательных, словообразовательные суффиксы глагола и имени, объектные и указательные местоимения, предлоги, многие синтаксические конструкции; из русского — словоизменение глагола, аналитические конструкции для выражения будущего времени, модальные слова, личные (субъектные) местоимения, наречия, свободный порядок слов.

## Фонетика и фонология
Фонемный состав:
Гласные
| Подъём  | Ряд              | Ряд              | Ряд              |
| ------- | ---------------- | ---------------- | ---------------- |
| Подъём  | Передний         | Средний          | Задний           |
| Верхний | и ии (/i/, /iː/) |                  | у уу (/u/, /uː/) |
| Средний | е ее (/e/, /eː/) |                  | о оо (/o/, /oː/) |
| Нижний  |                  | а аа (/ä/, /äː/) |                  |

Согласные
| По способу образования | По месту образования | По месту образования | По месту образования | По месту образования | По месту образования | По месту образования |
| ---------------------- | -------------------- | -------------------- | -------------------- | -------------------- | -------------------- | -------------------- |
| По способу образования | Лабиальные           | Дентальные           | Палатальные          | Латеральные          | Велярные             | Увулярные            |
| Смычные                | п б                  | т д                  | ч                    |                      |                      | ӄ                    |
| Щелевые                | ф в                  |                      | с з                  |                      | х г                  | ӽ ӷ                  |
| Щелевые                |                      | ш ж                  |                      |                      |                      |                      |
| Носовые                | ‘м м                 | ‘н н                 |                      |                      | ‘ӈ ӈ                 |                      |
| Плавные                |                      | р                    | ‘й й                 | ‘л л                 |                      |                      |

### Исследования
- Golovko E., Vakhtin N. Aleut in Contact: The CIA Enigma // Acta Linguistica Hafniensia: International Journal of Linguistics. Cph., 1990. Vol. 22
- Golovko E. Mednij Aleut or Copper Island Aleut: An Aleut-Russian mixed language // Mixed Languages: 15 Case Studies in Language Intertwining. Amst., 1994;
- Golovko E. A case of nongenetic development in the Arctic area: The contribution of Aleut and Russian to the formation of Copper Island Aleut // Language Contact in the Arctic: Northern Pidgins and Contact Languages. Berlin; N.Y., 1996;
- Е. В. Головко. Медновских алеутов язык // Языки мира. Палеоазиатские языки. — М.: «Индрик», 1996. — 231 с. — ISBN 5-85759-046-9.

### Словари
- Меновщиков Г. А. Алеутско-русский словарь // Языки и топонимия. Томск, 1977.
- Глава о алеутско-медновском языке в книге Thomason, Sarah G. and Terrence Kaufman (1988). Language contact, creolization, and genetic linguistics. Berkeley: University of California Press. ISBN 0-520-07893-4. (англ.)